# Эмбриология

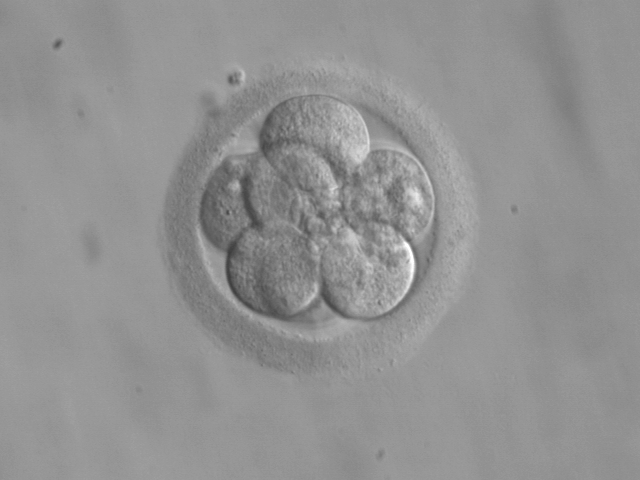
Эмбрион на стадии восьми клеток

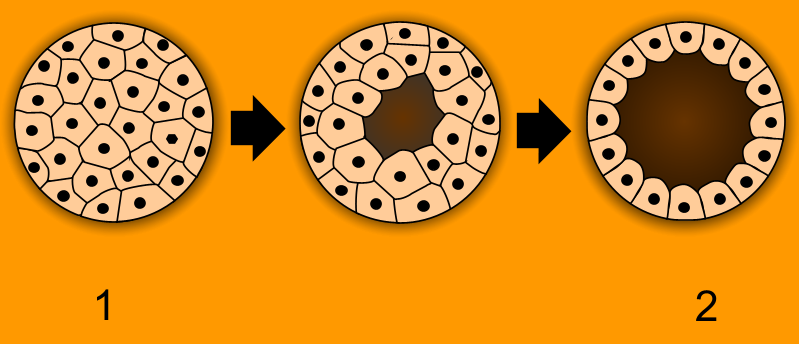
1 — морула, 2 — бластула

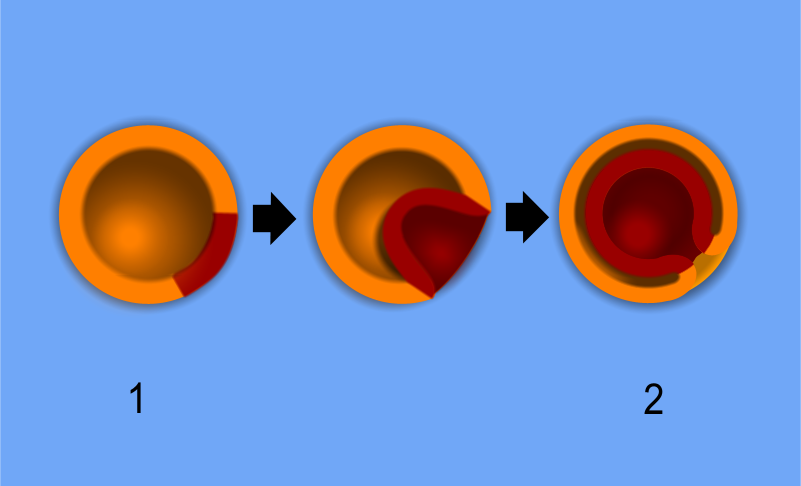
Гаструляция. 1 — бластула, 2 — гаструла с бластопором; оранжевым выделена эктодерма, красным — энтодерма

Эмбриоло́гия (от др.-греч. ἔμβρυον — эмбрион, зародыш + -λογία от λόγος — учение) — наука, изучающая развитие зародыша (эмбриогенез). Зародышем называют любой организм на ранних стадиях развития до рождения или вылупления, или, в случае растений, до момента прорастания. Многими учёными эмбриология трактуется более широко, как синоним биологии развития. До середины XX века, для обозначения описываемого раздела науки, широко использовался синоним «эмбриогения».
Эмбриология изучает следующие процессы развития живых организмов: гаметогенез, оплодотворение и образование зиготы, дробление зиготы, процессы дифференцировки тканей, процессы закладки и развития органов (органогенез), морфогенез, регенерацию.
Интерес к вопросам эмбриологии отмечается в древнеиндийской и древнегреческой философии. Характерен он и для мыслителей древнего Китая.

## История развития эмбриологии как науки
Первобытные народы задавались вопросом о факте рождения новой особи. Они заметили, что рождение новой особи является результатом полового сношения. Первые сведения о строении зародышей птиц и млекопитающих существовали ещё в древнем Вавилоне, Ассирии, Египте, Китае, Индии и Греции. С именами Гиппократа и Аристотеля (IV в. до н. э.) связаны первые представления об эмбриональном развитии организмов. В эпоху Возрождения, в 1600 и 1604 гг., Д. Фабриций описал и зарисовал различные стадии развития зародыша курицы, однако он неправильно считал, что развитие цыплёнка происходит из завитков белка — халаз. Наблюдение над развитием зародышей позвоночных животных привели В. Гарвея (1652) к мысли, что все живое развивается из яйца. В это же время Р. де Грааф обнаружил в яичниках млекопитающих мешочки, которые он принял за яйца. Эти образования в дальнейшем вошли в науку под названием граафовых пузырьков. В период с 1676 по 1719 годы А. Левенгук открыл красные кровяные тельца, некоторых простейших животных, мужские половые клетки. Первые попытки проникнуть в сущность развития организма привели к мысли, что новый, полностью сформировавшийся организм находится в половой клетке — сперматозоиде и далее осуществляется лишь его рост. Так возникла метафизическая и идеалистическая теория преформации (prae — заранее, formatio — образование, praeformo — образую заранее), которая господствовала в науке на протяжении XVII и XVIII вв. и тормозила развитие научного познания.
Важным в развитии эмбриологии стал 1759 год. Именно тогда была напечатана диссертация Каспара Фридриха Вольфа «Теория развития». К. Ф. Вольф, который вскоре стал академиком Петербургской академии наук, в этой работе пришел к заключению, что развитие отдельных органов организма происходит путём новообразования их из неорганической массы яйца. Таким образом, он первым усомнился в истинности теории преформации и стал на позицию эпигенеза (epi — потом, после, genesis — происхождение).
Основоположником эмбриологии является Карл Эрнст Фон Бэр, академик Петербургской академии наук, который обосновал теорию эпигенеза (1828) и разработал учение о зародышевых листках.